# Тойтлебен
Тойтлебен (нем. Teutleben) — деревня в Германии, в земле Тюрингия, входит в район Гота в составе общины Хёрзель.
Население составляет 358 человек (на 31 декабря 2014 года). Занимает площадь 7,82 км².

## История
Первое упоминание о поселении относится к 819 году, в записях Фульдского аббатства.
1 декабря 2011 года коммуны Тойтлебен, Аспах, Эбенхайм, Фрётштедт, Хёрзельгау, Лауха, Мехтерштедт, Метебах, Трюглебен и Вайнгартен были объединены в общину Хёрзель, а одноимённое управление было упразднено.

## Галерея

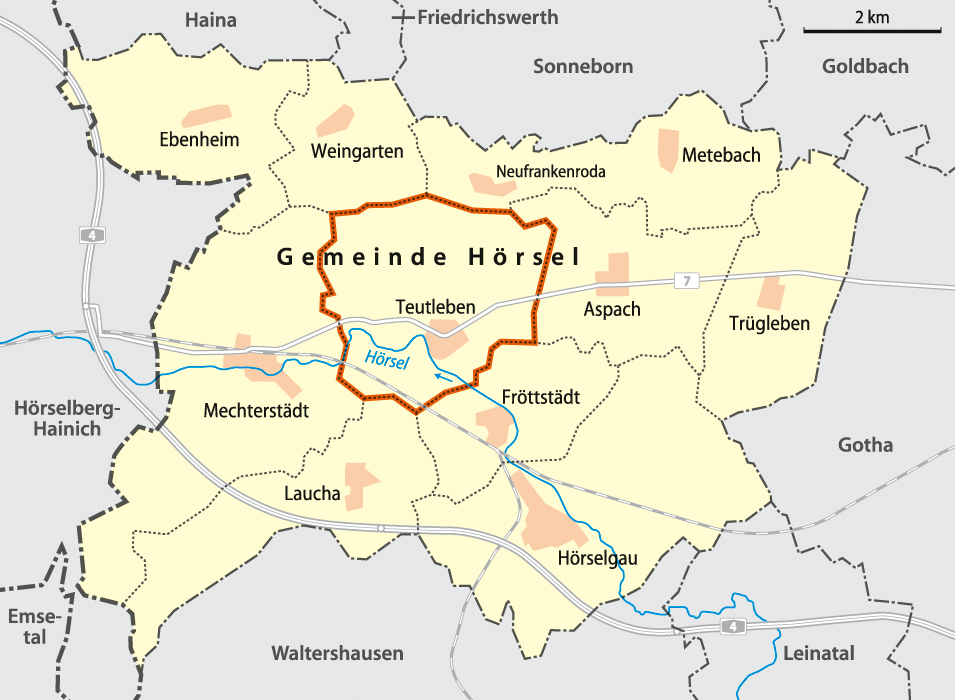
Тойтлебен на карте общины
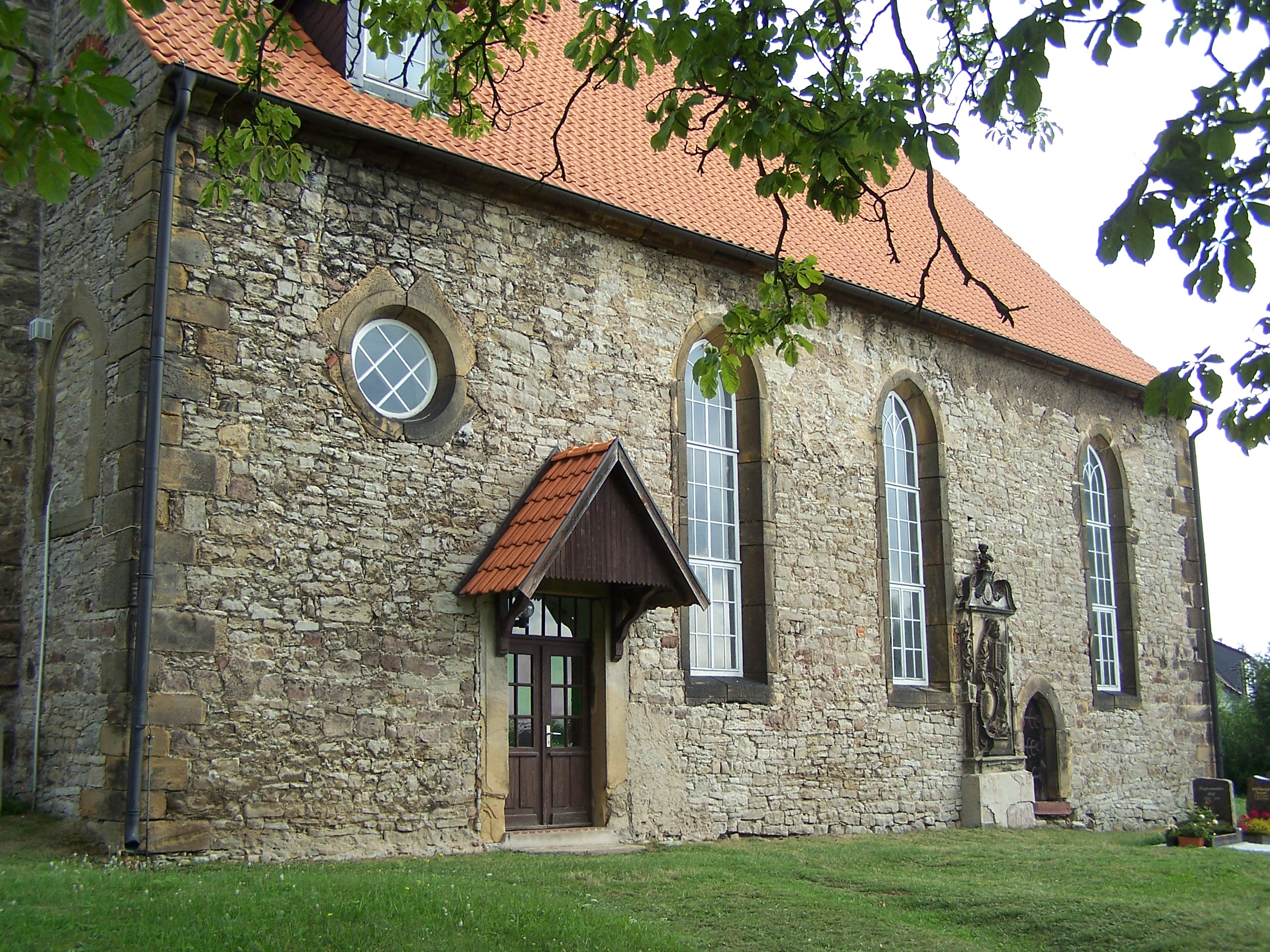
Церковь Святого Михаила
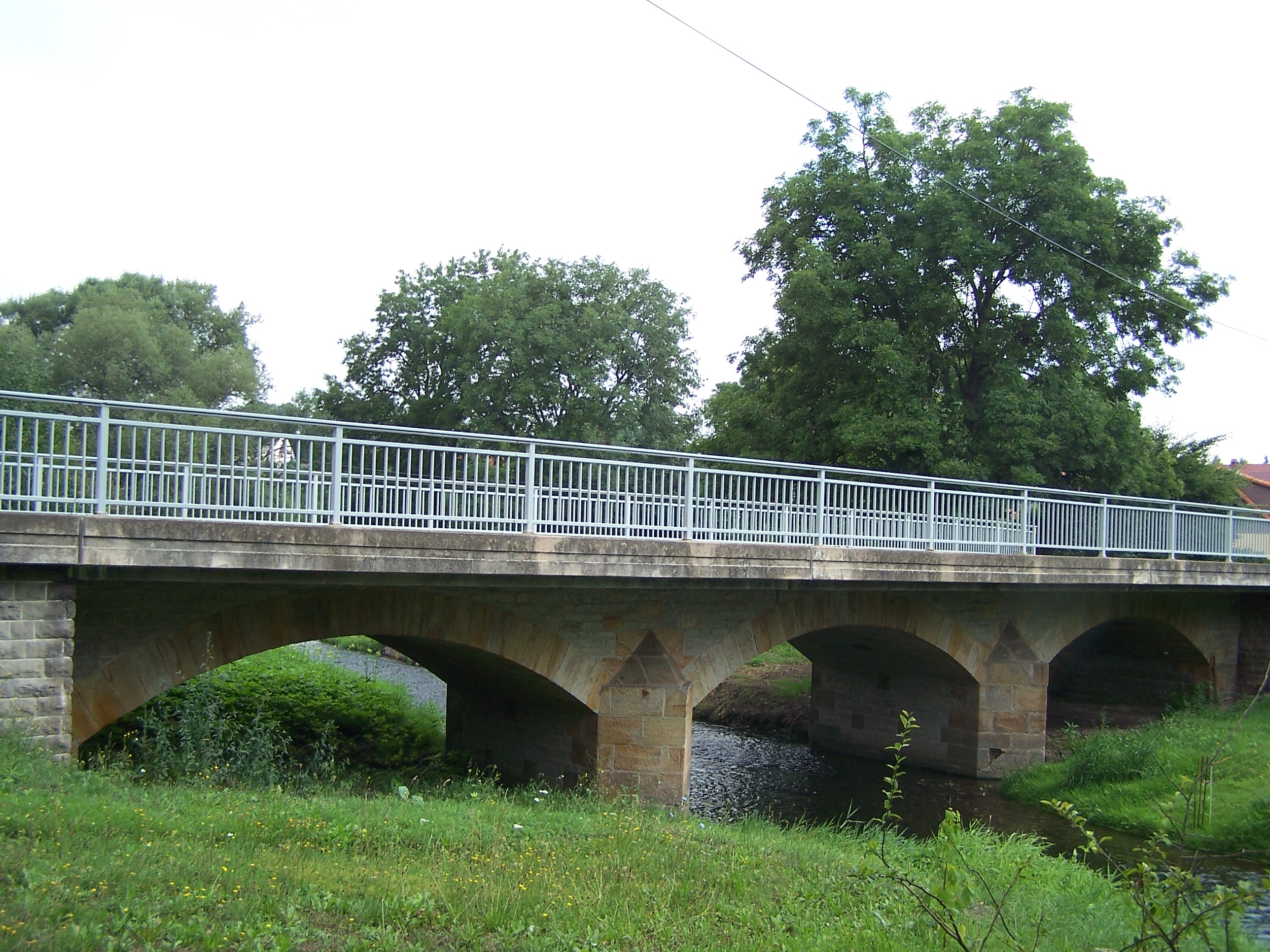
Мост через Хёрзельбрюке
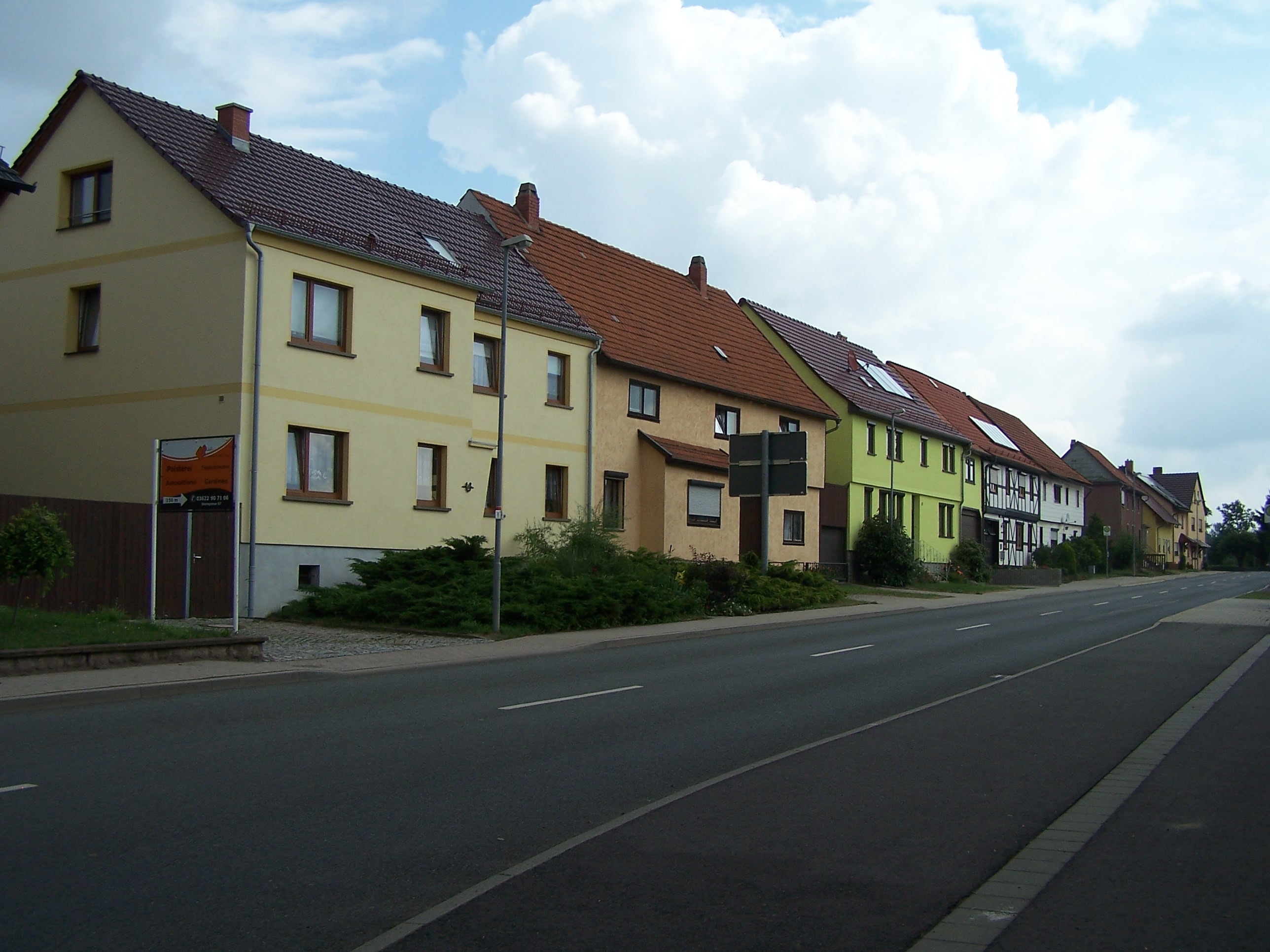
Улица Тойтлебена